# Stephen Lovatt
Stephen Lovatt é um famoso ator da Nova Zelândia.

## Biografia
Nasceu em 27 de Maio de 1964 na Nova Zelândia.
Em 2006 nasceu sua primeira filha no começo de Julho desse ano se mudou para Auckland para atuar no teatro.

## Prêmios
- Uma indicação em 2003 por Essa não é uma história de amor.

## Filmografia
- Ash VS Evil Dead (2015 - 2018)
- Neighbours (2002-2007)
- Mataku (2002)
- Revelations (2002)
- This Is Not a Love Story (2002)
- Being Eve (2001-2002)
- The Strip (2002)
- Stingers (2001)
- Something in the Air (2001)
- Zenon: The Zequel (2001)
- Cleopatra 2525 (2000)
- Xena: Warrior Princess (1996-2000)
- Savage Honeymoon (2000)
- Hercules: The Legendary Journeys (1999)
- Duggan (1997-1999)
- Young Hercules (1998)
- Medivac (1996)
- Highwater (1997)
- Mysterious Island (1995)
- High Tide (1994)
- Typhon's People (1993)
- Absent Without Leave (1992)
- The Ray Bradbury Theater (1989)